# ملادن پتریچ
ملادن پتریچ (کرواتی: Mladen Petrić; زادهٔ ۱ ژانویهٔ ۱۹۸۱) بازیکن فوتبال اهل کرواسی است که هم‌اکنون در باشگاه پاناتینایکوس بازی می‌کند.
از سایر باشگاه‌هایی که در آن بازی کرده‌است می‌توان به بازل، باشگاه فوتبال بروسیا دورتموند، هامبورگ، گراس‌هاپر زوریخ و باشگاه فوتبال فولام اشاره کرد.
وی همچنین در تیم ملی فوتبال کرواسی بازی کرده‌است.